# Zákľuky (Nízké Tatry)
Zákľuky (1915 m n. m.) jsou hora v Nízkých Tatrách na Slovensku. Nachází se v severní rozsoše Poľany mezi samotnou Poľanou (1890 m n. m.) na jihu a Bôrem (1888 m n. m.) na severu. Východní svahy hory spadají do doliny Zadné Vody (větev Demänovské doliny), západní svahy spadají do doliny Paludžanky. Zákľuky leží na území NP Nízké Tatry.

## Přístup
- po žluté  značce z vrcholu Poľana
- po žluté  značce od Demänovské jeskyně svobody

Z důvodu ochrany přírody je žlutá stezka přes Zákľuky uzavřena od 15.10. do 30.6.

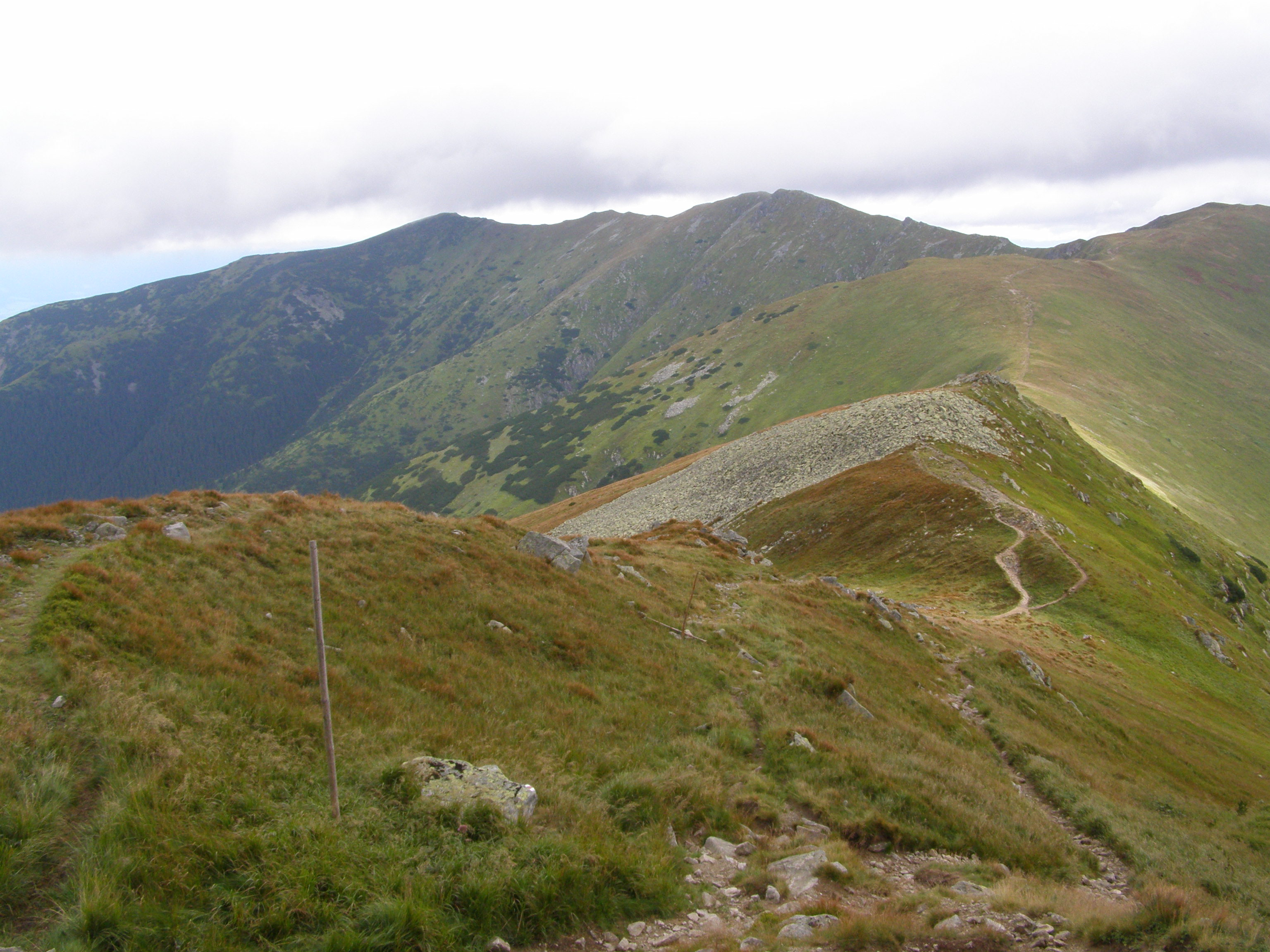
Bôr vlevo, Zákľuky uprostřed a Poľana vpravo